# Matsumurania sapporensis
Matsumurania sapporensis är en tvåvingeart som först beskrevs av Matsumura 1916.  Matsumurania sapporensis ingår i släktet Matsumurania och familjen borrflugor. Inga underarter finns listade i Catalogue of Life.